# Pandanus camarinensis
Pandanus camarinensis är en enhjärtbladig växtart som beskrevs av Elmer Drew Merrill. Pandanus camarinensis ingår i släktet Pandanus och familjen Pandanaceae. Inga underarter finns listade.